# Almanaque Fontoura
Almanaque do Biotônico Fontoura (popularmente conhecido apenas por "Almanaque Fontoura") foi uma revista anual de divulgação publicitária do Biotônico Fontoura, produto criado pelo farmacêutico brasileiro Cândido Fontoura, distribuído gratuitamente como brinde pelas farmácias do país, de conteúdo recreativo e informativo de curiosidades, idealizado originalmente por Monteiro Lobato.

## História
Editado e ilustrado por Monteiro Lobato, o Almanaque teve a sua primeira publicação em 1920, numa tiragem de cinquenta mil exemplares.
A sua tiragem foi crescendo a ponto de entre as décadas de 1930 a 1970 terem sido distribuídos entre dois e meio a três milhões de almanaques. No ano de 1982 sua tiragem foi de cem milhões de exemplares.

## Conteúdo
O Almanaque trazia um conteúdo variado, como horóscopo, dias bons para a pesca (fases da lua), passatempos e até história em quadrinhos, como a que retratava a personagem lobatiana Jeca Tatuzinho (baseada em sua criação) - Contra lombriga, por Cristina Moura

## Excerto
O tempo não cessa de correr. Os anos se sucedem, 1943 já lá se foi. Estamos em 1944, e mais uma vez aparece o Almanaque do Biotônico, por intermédio do qual o Instituto Medicamenta, de São Paulo, deseja aos seus amigos todas as venturas e a maior prosperidade. E como a base da vida é a saúde, aconselho aos leitores o uso do fortificante que dá saúde, força, vigor...— Almanaque Fontoura, 1944